# Chlorops palpalis
Chlorops palpalis är en tvåvingeart som beskrevs av Adams 1903. Chlorops palpalis ingår i släktet Chlorops och familjen fritflugor. Inga underarter finns listade i Catalogue of Life.